# Parti démocrate-chrétien (Suisse)
Pour les articles homonymes, voir Parti démocrate chrétien.
Le Parti démocrate-chrétien (PDC, en allemand : Christlichdemokratische Volkspartei, CVP, en italien : Partito popolare democratico svizzero, PPD, en romanche : Partida cristiandemocratica Svizra, PCD ) est un ancien parti politique suisse gouvernemental situé au centre de l'échiquier politique. À partir du 26 août 2017, il se définissait comme étant un parti « social-conservateur ». Avec 11,4 % des suffrages lors des élections fédérales en 2019, le PDC détenait 25 sièges au Conseil national et 13 sièges au Conseil des États. Il fusionne au 1er janvier 2021 avec le Parti bourgeois-démocratique pour former Le Centre.

## Histoire

Ancien logo du PDC.

Les racines du PDC remontent à l’époque de la création de l'État fédéral de 1848. Tout au long du XIXe siècle, le PDC – qui s'appelle alors Parti catholique conservateur – garde une attitude fédéraliste sur les questions institutionnelles et reste proche de l’Église au cours du « Kulturkampf », cela au contraire de la majorité libérale. Après la défaite du « Sonderbund », le parti reprend progressivement le pouvoir dans ses cantons d'implantation traditionnelle, c'est-à-dire en Suisse centrale, en Valais, à Fribourg. Il retrouve aussi son statut d'« outsider » sur le plan national.
Depuis la création de l'État fédéral en 1848, le groupe de l'Assemblée fédérale – constitué formellement en 1883 – exerce un rôle important pour la cohésion nationale. En 1891 le Lucernois Joseph Zemp devient le premier membre d'un parti autre que le parti radical à entrer au Conseil fédéral, ce qui scelle le compromis historique entre le radicalisme et le catholicisme politique.
Le parti devient l'une des composantes du « bloc bourgeois » contre le mouvement ouvrier. Cette intégration s’accompagne d’un ralliement au libéralisme économique, tout en continuant d'afficher des positions conservatrices sur les questions culturelles et religieuses. L’aile conservatrice du parti contribue à freiner la mise en place des assurances sociales, notamment lors du rejet de la Lex Forrer en 1900. Toutefois, une autre tendance issue du christianisme social défend certaines mesures sociales en faveur des classes populaires, parfois proches des initiatives socialistes. En 1891, l’encyclique Rerum novarum du Vatican, qui conduira à l'adoption de la doctrine sociale de l'Église catholique, confère une légitimité religieuse à ce courant.
En 1894, le parti change de nom pour devenir le Parti populaire catholique. En 1912, il devient le Parti conservateur populaire, jusqu'en 1957, lorsqu'il prend le nom de Parti conservateur-chrétien social. Ce n'est qu'en 1970 qu'il adopte le nom de Parti démocrate-chrétien. Une tendance chrétienne-sociale se manifeste et le parti y fait référence dans son nom de 1957 à 1971. Cette aile reste présente et se sépare en partie du Parti démocrate-chrétien. Ainsi, le Parti chrétien-social est créé.
Le 10 décembre 2003, la formule magique composant le Conseil fédéral se brise avec la non-réélection de la conseillère fédérale Ruth Metzler-Arnold. Le PDC se retrouve avec un seul siège gouvernemental, celui de Joseph Deiss. Ce dernier quitte le gouvernement le 31 juillet 2006. Doris Leuthard est élue à sa place et reprend le 1er août 2006 le Département fédéral de l'économie laissé vacant par Joseph Deiss.
Le 28 novembre 2020, l'assemblée des délégués du PDC décide par 325 voix contre 57 de changer le nom du parti pour devenir « Le Centre ». Durant la même assemblée, les délégués valident également la fusion avec le PBD.
Le nouveau parti résultant de la fusion entre PDC et PBD et appelé Le Centre et voit le jour le 1er janvier 2021.

## Force politique

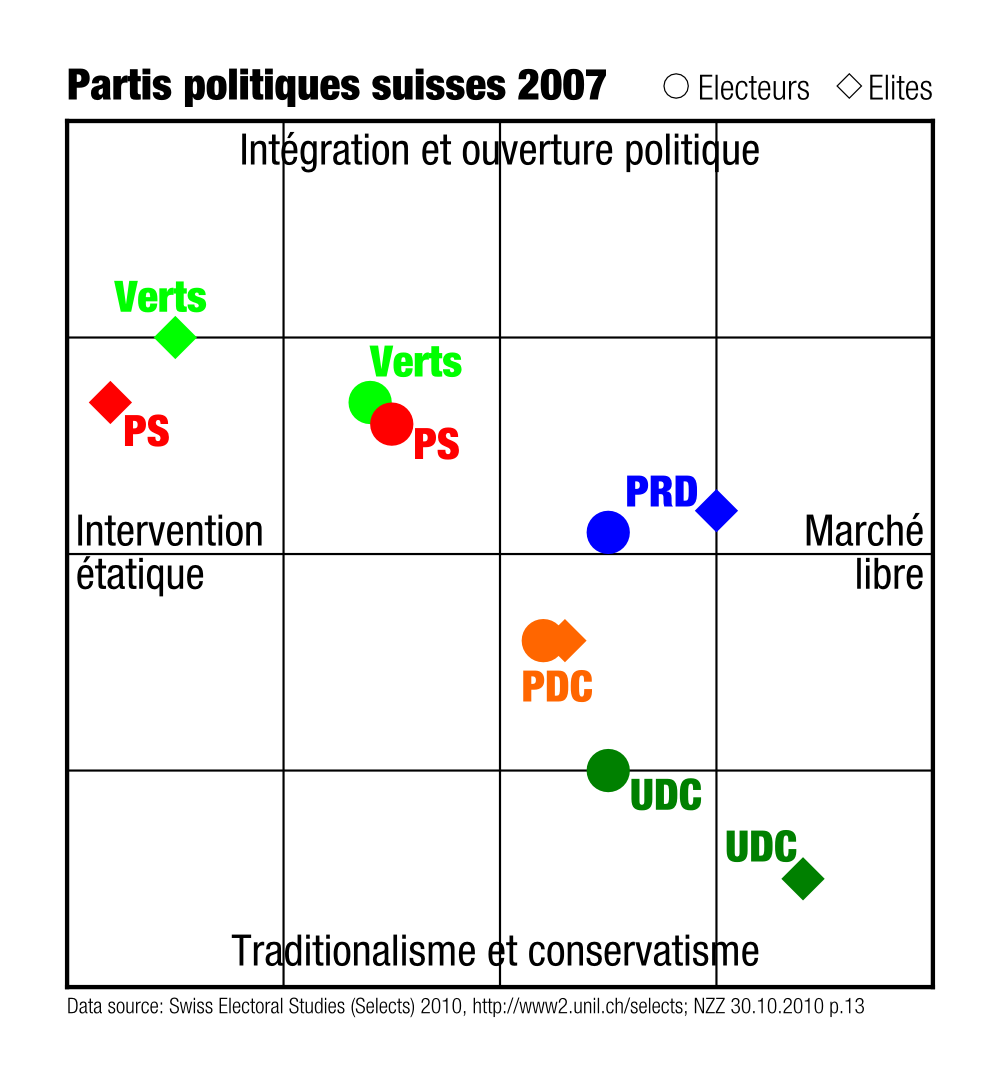
Le positionnement politique du PDC en 2007.

Les réformes opérées par le parti en 1970/71 ont permis une ouverture confessionnelle. Alors qu'il voit son électorat s'éroder dans les régions catholiques de la Suisse qui lui sont traditionnellement acquises, il voit depuis quelques décennies s’accroître légèrement le nombre de ses électeurs dans les régions protestantes. Ce gain ne suffit toutefois pas à compenser les parts électorales perdues dans ses bastions traditionnels.
Le PDC se situe au centre droit de l’échiquier politique suisse. Il met l'accent sur le principe de l'économie de marché libérale et sociale et sur la garantie des droits sociaux fondamentaux. Le PDC s’organise autour des quatre piliers suivants :
- pour une Suisse favorable aux familles
- pour une Suisse du plein emploi
- pour une Suisse socialement sûre
- pour une Suisse écologiquement durable

Le parti se montre sceptique vis-à-vis de l'État social. Ses élus soutiennent généralement des réformes des dispositifs qui, depuis les années 1990, visent des diminutions de prestations sociales.
En 1963, les démocrates-chrétiens ont atteint leur apogée avec 23,4 % des suffrages. Ils ont reculé jusqu’en 2003 à 14,4 % avant une légère augmentation à 14,5 % en 2007 (gain de trois mandats au Conseil national). Lors des élections fédérales 2011, le PDC a une fois de plus diminué tant en sièges (28 au lieu de 31 au Conseil national) qu'en pourcentages, diminuant sa part électorale à 12,3 %, soit son score le plus faible depuis l'introduction du système proportionnel en 1919.

## Désignations successives
Au cours de son histoire, le parti porte les noms suivants :
- 1874-1881 : Association conservatrice suisse
- 1881-1894 : Union conservatrice
- 1894-1912 : Parti populaire catholique
- 1912-1957 : Parti conservateur populaire
- 1957-1970 : Parti conservateur chrétien-social
- 1970-2020 : Parti démocrate-chrétien

## Dirigeants
Présidents :
- 1912-1917 : Adalbert Wirz (1848-1925)
- 1917-1920 : Eugène Deschenaux (1874-1940)
- 1920-1928 : Joseph Räber (1872-1934)
- 1928-1932 : Ernest Perrier (1881-1958)
- 1932-1933 : Eduard Guntli (1872-1933)
- 1934-1935 : Raymond Evéquoz (1863-1945)
- 1935-1940 : Emil Nietlispach (1887-1962)
- 1940-1946 : Pierre Aeby (1884-1957)
- 1946-1950 : Josef Escher (1885-1954)
- 1950-1955 : Max Rohr (1890-1980)
- 1956-1959 : Jean Bourgknecht (1902-1964)
- 1960-1968 : Ettore Tenchio (*1915-2015)
- 1968-1973 : Franz Josef Kurmann (1917-1988)
- 1973-1984 : Hans Wyer (1927-2012)
- 1984-1986 : Flavio Cotti (1939-2020)
- 1987-1992 : Eva Segmüller (*1932), première femme présidente d'un parti gouvernemental.
- 1992-1994 : Carlo Schmid-Sutter (*1950)
- 1994-1997 : Anton Cottier (1943-2006)
- 1997-2001 : Adalbert Durrer (1950-2008)
- 2001-2004 : Philipp Stähelin (*1944)
- 2004-2006 : Doris Leuthard (*1963)
- 2006-2016 : Christophe Darbellay (*1971)[16]
- 2016-2020 : Gerhard Pfister (*1962)

Vice-présidents :
- 2001-2004 : Doris Leuthard (*1963)
- 2004-2018 : Dominique de Buman (*1956)
- 2011-2020 : Ida Glanzmann-Hunkeler (*1958)
- 2018-2020 : Charles Juillard (*1962)

## Conseillers fédéraux
Les membres suivants du parti démocrate-chrétien ont siégé au Conseil fédéral.

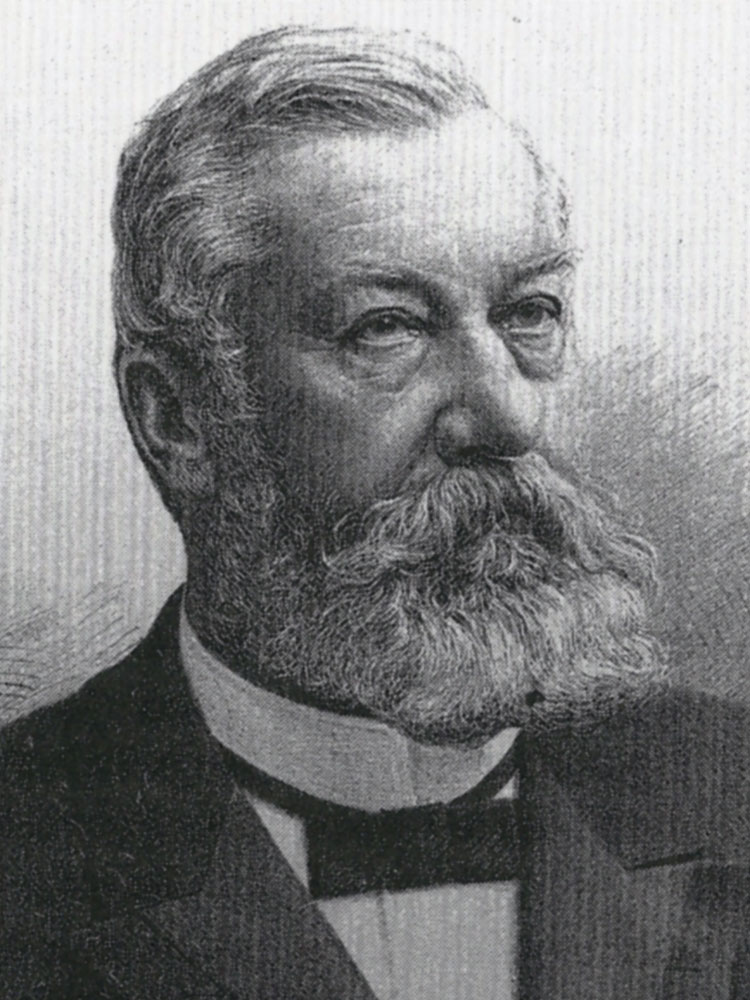
Joseph Zemp 17 décembre 1891 au 17 juin 1908
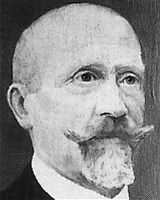
Josef Anton Schobinger 17 juin 1908 au 27 novembre 1911
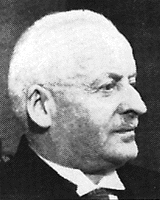
Giuseppe Motta 14 décembre 1911 au 23 janvier 1940
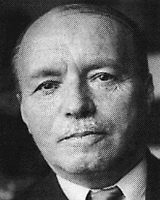
Jean-Marie Musy 11 décembre 1919 au 30 avril 1934
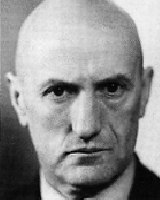
Philipp Etter 28 mars 1934 au 19 novembre 1959
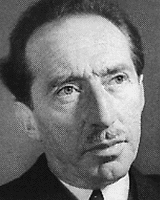
Enrico Celio 22 février 1940 au 23 juin 1950
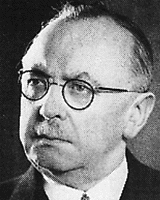
Josef Escher 14 septembre 1950 au 26 novembre 1954
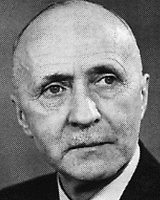
Thomas Holenstein 16 décembre 1954 au 20 novembre 1959
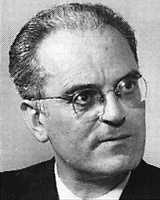
Giuseppe Lepori 16 décembre 1954 au 24 novembre 1959
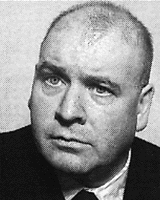
Jean Bourgknecht 17 décembre 1959 au 3 septembre 1962
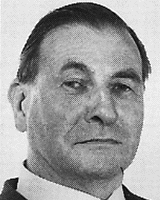
Ludwig von Moos 17 décembre 1959 au 31 décembre 1971
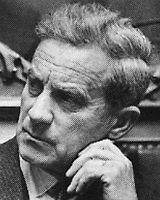
Roger Bonvin 27 septembre 1962 au 31 décembre 1973
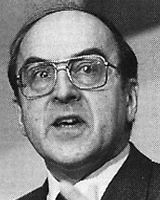
Kurt Furgler 8 décembre 1971 au 31 décembre 1986
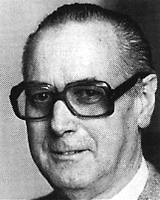
Hans Hürlimann 5 décembre 1973 au 31 décembre 1982
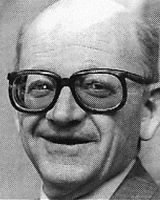
Alphons Egli 8 décembre 1982 au 31 décembre 1986
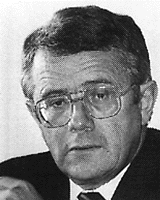
Arnold Koller 10 décembre 1986 au 30 avril 1999
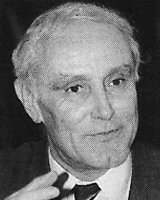
Flavio Cotti 10 décembre 1986 au 30 avril 1999
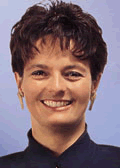
Ruth Metzler-Arnold 11 mars 1999 au 31 décembre 2003
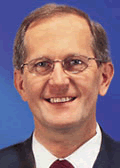
Joseph Deiss 11 mars 1999 au 31 juillet 2006
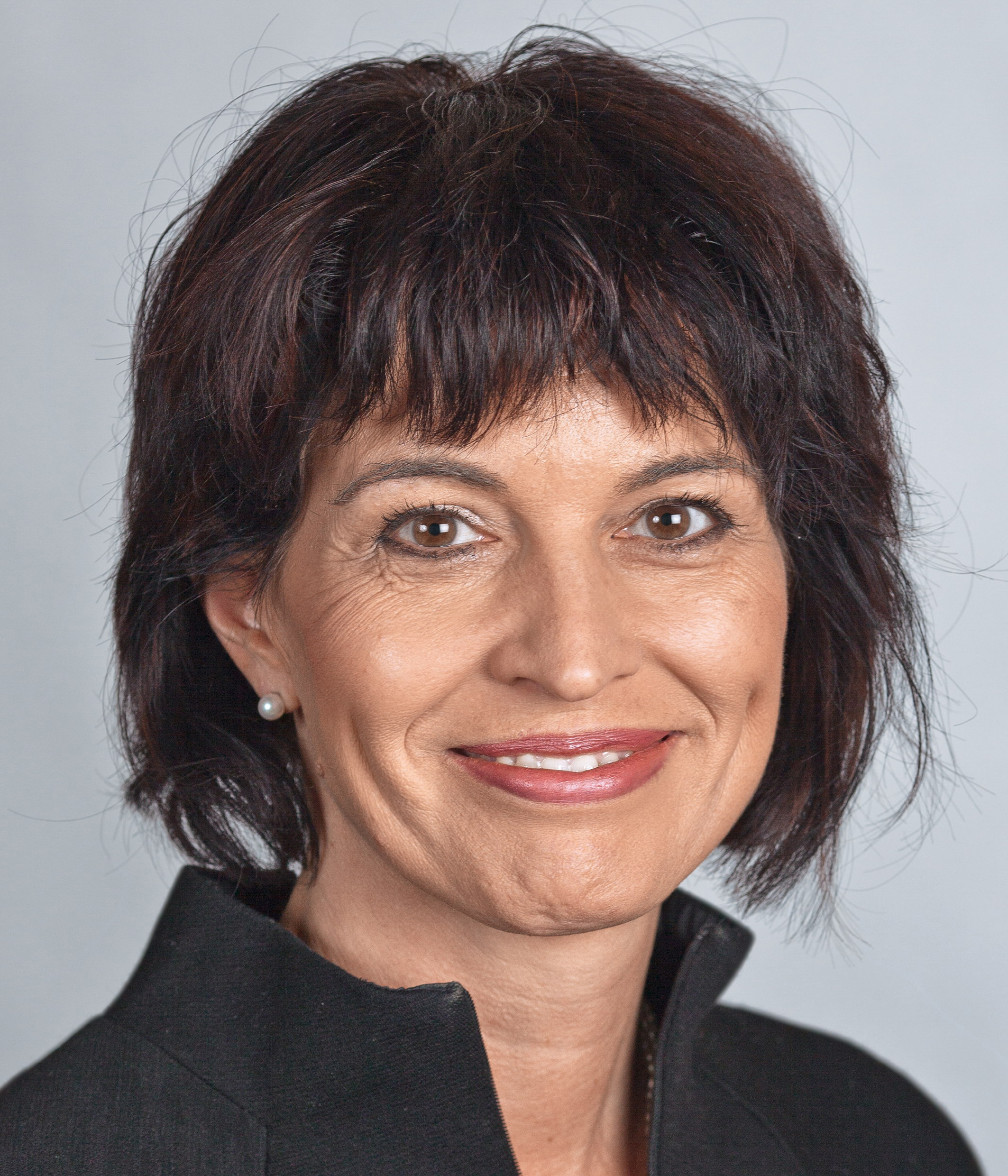
Doris Leuthard 14 juin 2006 au 31 décembre 2018
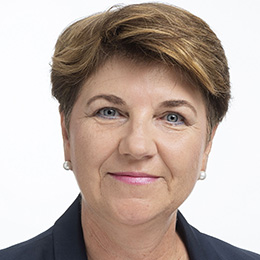
Viola Amherd 5 décembre 2018 –

## Résultats électoraux

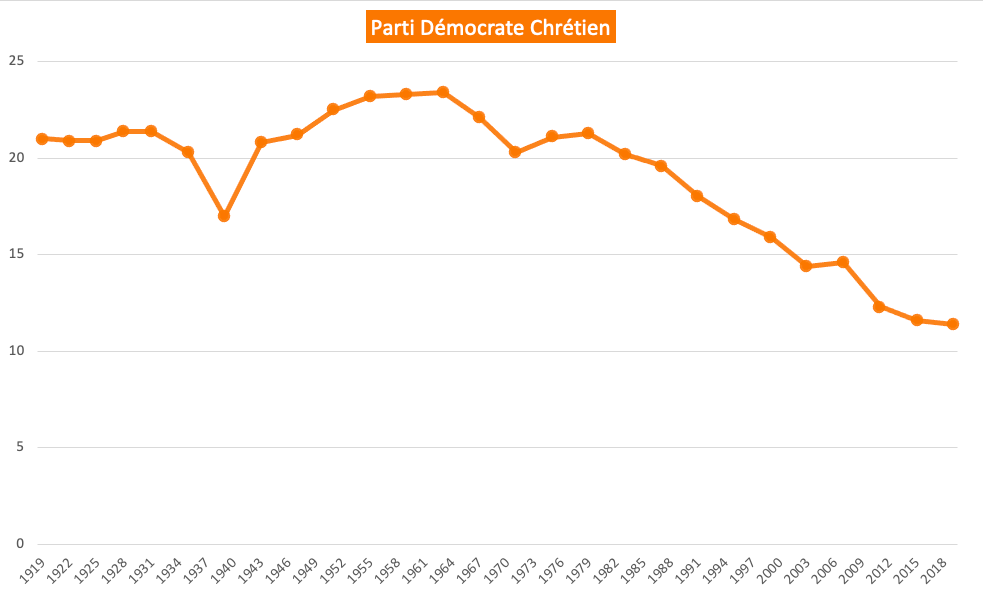
Évolution des résultats électoraux du Parti Démocrate Chrétien au Conseil National.

| Année | %      | Conseil national | Conseil des États |
| ----- | ------ | ---------------- | ----------------- |
| 1919  | 21,0 % | 41 / 200         | 17 / 46           |
| 1922  | 20,9 % | 44 / 200         | 17 / 46           |
| 1925  | 20,9 % | 42 / 200         | 18 / 46           |
| 1928  | 21,4 % | 46 / 200         | 18 / 46           |
| 1931  | 21,4 % | 44 / 200         | 18 / 46           |
| 1935  | 20,3 % | 42 / 200         | 19 / 46           |
| 1939  | 17,0 % | 43 / 200         | 18 / 46           |
| 1943  | 20,8 % | 43 / 200         | 19 / 46           |
| 1947  | 21,2 % | 44 / 200         | 18 / 46           |
| 1951  | 22,5 % | 48 / 200         | 18 / 46           |
| 1955  | 23,2 % | 47 / 200         | 17 / 46           |
| 1959  | 23,3 % | 47 / 200         | 18 / 46           |
| 1963  | 23,4 % | 48 / 200         | 18 / 46           |
| 1967  | 22,1 % | 45 / 200         | 18 / 46           |
| 1971  | 20,3 % | 44 / 200         | 17 / 46           |
| 1975  | 21,1 % | 46 / 200         | 17 / 46           |
| 1979  | 21,3 % | 44 / 200         | 18 / 46           |
| 1983  | 20,2 % | 42 / 200         | 18 / 46           |
| 1987  | 19,6 % | 42 / 200         | 19 / 46           |
| 1991  | 18,0 % | 35 / 200         | 16 / 46           |
| 1995  | 16,8 % | 34 / 200         | 16 / 46           |
| 1999  | 15,9 % | 35 / 200         | 15 / 46           |
| 2003  | 14,4 % | 28 / 200         | 15 / 46           |
| 2007  | 14,6 % | 31 / 200         | 15 / 46           |
| 2011  | 12,3 % | 28 / 200         | 13 / 46           |
| 2015  | 11,6 % | 27 / 200         | 13 / 46           |
| 2019  | 11,4 % | 25 / 200         | 13 / 46           |